# 爱知江南短期大学
爱知江南短期大学（日语：／ Aichi Kōnan Tankidaigaku *），简称江短（こうたん），是過去一所位于日本爱知县江南市的私立短期大学。

## 概要

### 简介
- 源流成立于1966年[5]。短期大学为于1964年开办[5]、由学校法人爱知江南学园经营。为男女同校[6]从1998年[5]。

### 历史
- 1970年 林学园女子短期大学成立并同时设置两个学科即家政学科、儿童教育学科[5]。
- 1972年 第三部成立于家政学科和儿童教育学科[5]。儿童教育学科第一部分离为初等教育学专攻和幼儿教育学专攻[7]。
- 1973年 家政学科第一部分离为家政学专攻和食物营养学专攻。
- 1980年 改校名为江南女子短期大学[5]。家政学科改名为生活科学科、家政学专攻改名为生活科学专攻[5]。
- 1991年 生活科学科第三部和儿童教育学科初等教育学专攻招生最后、次年停止招生[7]。
- 1992年 教养学科成立[5]。
- 1993年 今年2月10日生活科学科第三部正式停办[7]。
- 1994年 今年3月31日儿童教育学科初等教育学专攻正式停办[7]。今年4月儿童教育学科幼儿教育学专攻改名为幼儿教育学科[5]。
- 1998年 改校名为爱知江南短期大学、开始招収男学生[5]。社会福利学科成立[5]。
- 2001年 生活科学科生活科学专攻改名为住环境设计专攻。
- 2003年 幼儿教育学科改名为现代幼儿学科、分离为两个专攻即幼儿教育学专攻和地区保育专攻（各专攻招生到于2006年）。
- 2004年 生活科学科住环境设计专攻改名为生活制作专攻[注 9]。
- 2009年 三个学科即教养学科、社会福利学科、现代幼儿学科第三部各自招生最后、次年停止招生[7][5]。
- 2010年 生活科学科改名为生活总合学科、生活制作专攻[注 9]改名为生活设计专攻[注 2]。
- 2011年 今年3月31日教养学科、社会福利学科各自正式停办[7]。
- 2012年 今年3月31日幼儿学科第三部各自正式停办。今年4月生活总合学科生活设计专攻[注 2]招生最后、次年停止招生[7][5]。
- 2013年 学科改编为儿童健康学科保育专攻和营养专攻[6]。
- 2023年 停辦。

### 宪章
- 请参看爱知江南短期大学的标志 （页面存档备份，存于） （日語） 2014年2月1日阅览。

#### 校歌
- 请参看爱知江南短期大学的校歌 （日語） 2014年2月1日阅览。

## 学校环境
- 校区：在爱知县江南市

## 历任校长
- 二国二郎：第一代短期大学校长[8]。
- 宇野和明：现在短期大学校长[9]

## 组织

### 学科
- 儿童健康学科[注 1]
  - 保育专攻
  - 营养专攻

### 前学科
- 生活科学科
  - 第一部
    - 生活设计专攻[注 2]
    - 食物营养学专攻[注 4]

  - 第三部[1][注 5]
- 儿童教育学科初等教育学专攻[1][注 6]
- 现代幼儿学科[注 7]
  - 第一部[注 7]
    - 幼儿教育学专攻[2]
    - 地区保育专攻[2]

  - 第三部[3][注 8]
- 教养学科[3][4]
- 社会福利学科[3][4]

### 专科
| - 没有 |

### 业余课程
| - 没有 |

### 附属学校
| - 幼儿园 |

### 附属机关
| - 图书馆 - 保育・食育支援研究中心 |

## 相关链接
- 日本短期大学列表